# لاگونا وست-لیک‌ساید، الک گروو، کالیفرنیا
لاگونا وست-لیک‌ساید، الک گروو، کالیفرنیا (انگلیسی: Laguna West-Lakeside, Elk Grove, California)منطقه‌ای است واقع در سمت غرب شهر الکگروو در ساکرامنتو، کالیفرنیا، به‌طور رسمی این مکان تعیین شده برای سرشماری (CDP) است، لاگونا وست-لیک‌ساید در سال ۲۰۰۳ توسط الکگروو تأسیس شد. سرشماری جمعیت لاگونا وست-لیک‌ساید قبل از تأسیس توسط الکگروو در سال ۲۰۰۰، ۸٬۴۱۴ نفر بود. موقعیت جغرافیایی آن۳۸°۲۵′۵″ شمالی ۱۲۱°۲۸′۹″ غربی / ۳۸٫۴۱۸۰۶°شمالی ۱۲۱٫۴۶۹۱۷°غربی بود.